# Tristan de Nanteuil

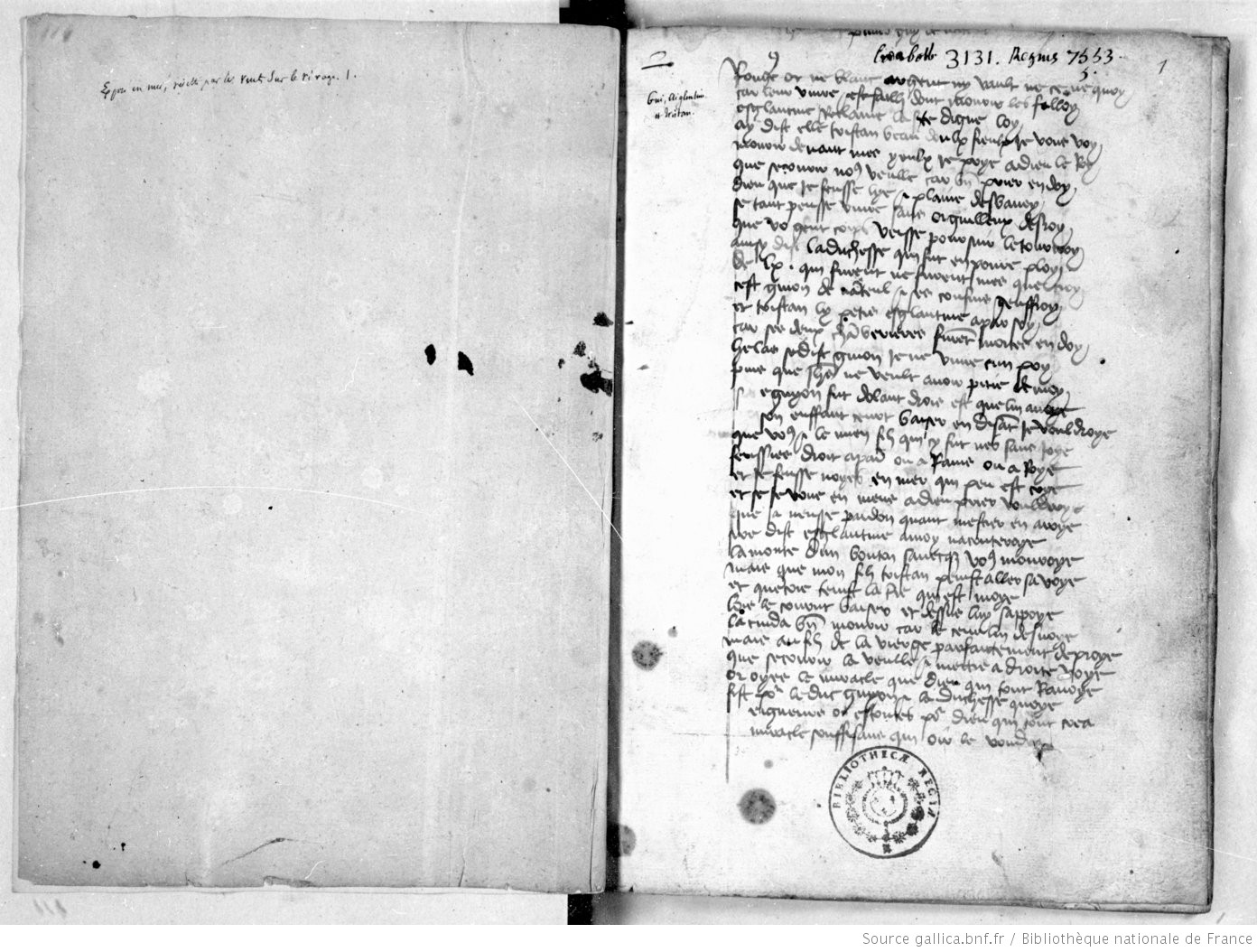
Inizio del manoscritto 1478, contenente Tristan de Nanteuil

Tristan de Nanteuil è una chanson de geste anonima, composta da più di 23000 versi alessandrini, scritta in antico francese probabilmente alla metà del XIV secolo. Per il suo contenuto, è considerata parte del Ciclo di Nanteuil, raggruppamento di testi epici che narrano le gesta di Gui de Nanteuil, dei suoi avi e dei suoi successori, e a sua volta una ramificazione del ciclo di Doon de Mayence. La chanson, mutila dell'inizio, ci è arrivata in un solo manoscritto, conservato alla Biblioteca nazionale di Francia.

## Trama
Nonostante il testa appartenga a un ciclo epico e sia scritto secondo il metro e gli stilemi tipici delle chansons de geste, la trama di Tristan de Nanteuil abbonda di elementi romanzeschi, come bambini rapiti, naufragi, travestimenti, riconoscimenti; personaggi meravigliosi, tra cui fate, una sirena, una cerva stregata, un uomo-serpente; fatti miracolosi, come cambiamenti di sesso e salvataggi all'ultimo momento; oggetti magici, quali corni dell'invulnerabilità, anelli e unguenti miracolosi.